# Vala (fiume)
Il Vala (in russo Вала́?) è un fiume della Russia europea orientale, affluente di sinistra del Kil'mez' (bacino idrografico della Kama). Scorre nella Udmurtia, nei rajon Možginskij, Vavožskij e Sjumsinskij, e nel Kil'mezskij rajon dell'Oblast' di Kirov. 
Il fiume nasce sull'altopiano Možginskij (Можгинская возвышенность) 3 km a sud-est del villaggio di Poršur. Scorre in un'ampia valle di prati pianeggianti con un corso tortuoso, dapprima in direzione settentrionale, poi nord-occidentale. Nel corso medio e inferiore, il fiume forma numerose lanche, stagni, canali e isole. I pendii della valle sono ricoperti da boschi misti con predominanza di abeti rossi. La larghezza della Vala nel corso superiore è fino a 8 m, dopo la confluenza del tributario Nylga di 15-20 m, nel corso inferiore arriva a 40-50 m. 
Sfocia nel Kil'mez' a 77 km dalla foce, a sud-ovest della cittadina di Kil'mez'. Ha una lunghezza di 196 km, il suo bacino è di 7 360 km². Il fiume gela dalla seconda metà di novembre/primi dicembre, sino ad aprile. I suoi maggiori affluenti sono la Uva e la Nylga (lunga 80 km), provenienti dalla destra idrografica.